# كريس ستراتون
كريس ستراتون (بالإنجليزية: Chris Stratton)‏ هو لاعب كرة قاعدة أمريكي، ولد في 22 أغسطس 1990 في توبيلو في الولايات المتحدة.

## وصلات خارجية
- كريس ستراتون على موقع دوري كرة القاعدة الرئيسي (الإنجليزية)
- كريس ستراتون على موقعبيزبول رفرنس.كوم (الدوري الرئيسي) (الإنجليزية)
- كريس ستراتون على موقعبيزبول رفرنس.كوم (الدوري الثانوي) (الإنجليزية)
- كريس ستراتون على موقع إي إس بي إن.كوم (أم.أل.بي) (الإنجليزية)
- كريس ستراتون على موقع مشجعي الرسوم البيانية (الإنجليزية)